# Huang Hua (Politiker)

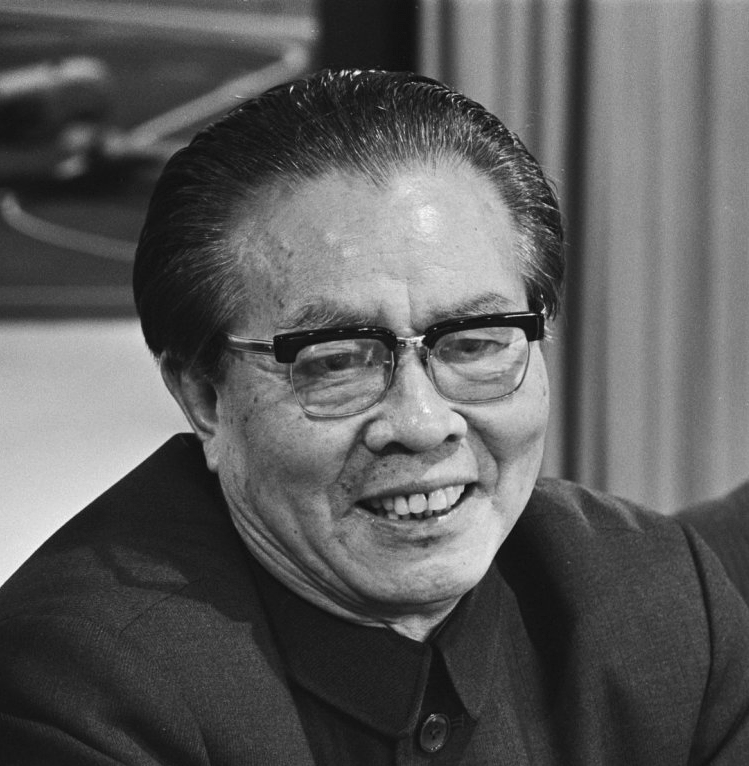
Huang Hua – 黄华 (1978)

Huang Hua (chinesisch 黃華 / 黄华, Pinyin Huáng Huá; * 25. Januar 1913 in der Provinz Hebei als Wang Rumei 王汝梅,  Wáng Rǔméi; † 24. November 2010 in Peking) war ein chinesischer Politiker und der erste UN-Botschafter der Volksrepublik China.
Huang Hua trat der Kommunistischen Partei Chinas 1936 bei. Zwischen 1960 und 1971 war er nacheinander Botschafter in Ghana, Ägypten und Kanada. Von 1976 bis 1982 war er Außenminister der Volksrepublik China, 1978 der Leiter der Verhandlungen zur Aufnahme der diplomatischen Beziehungen mit den Vereinigten Staaten.
Des Weiteren war er Präsident verschiedener Institutionen und einer Stiftung innerhalb Chinas.